# Lange Brücke (Erfurt)
Die Lange Brücke ist ein Bauwerk im Stadtzentrum der thüringischen Landeshauptstadt Erfurt. Sie liegt im gleichnamigen Straßenzug und überspannt mit zwei Brückenbauwerken den Walkstrom und den Bergstrom, Seitenarme der Gera. Damit verbindet sie den Domplatz im Nordwesten mit der Löbervorstadt im Südosten.

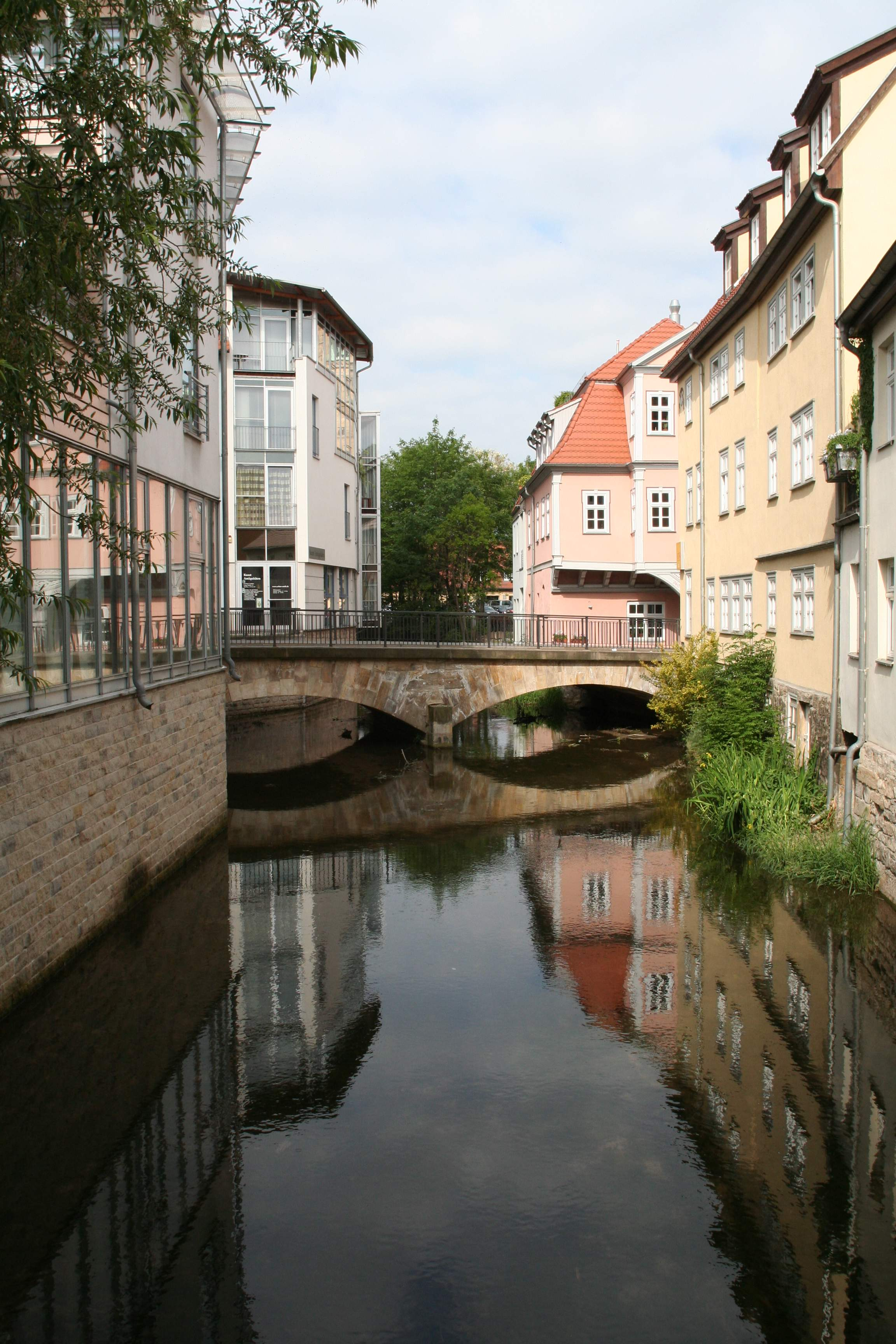
Lange Brücke (Bergstrombrücke)

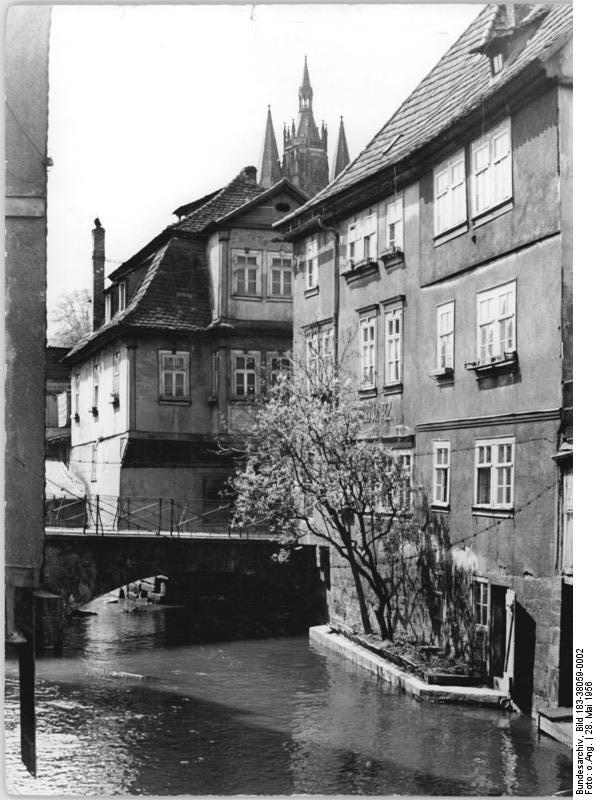
Lange Brücke 1956

Die erste urkundliche Erwähnung einer Brücke an dieser Stelle ist für das Jahr 1293 nachweisbar. Anfänglich war es ein Bauwerk, das beide Geraarme überspannte. Dieses wurde aber schon früh durch zwei getrennte Brücken ersetzt. Ursprünglich galt der Name nur für den Straßenzug, soweit die Brücken und Pfeiler reichten. Nach 1817 führte die Straße von der Regierungsstraße bis zur Großen Arche, 1870 kamen das Plänchen und der Stunzenplatz hinzu. An der Ecke Regierungsstraße/Lange Brücke gab es mit der Vitikirche eine Brückenkopfkirche, die 1809 abgebrochen wurde.
Die Lange Brücke ist heute im mittleren Bereich eine Fußgängerzone und kann mit einem Kraftfahrzeug nur bis zum Fischersand, von der Regierungsstraße kommend, befahren werden. Die andere Seite der Langen Brücke, aus Richtung Paulstraße, ist als Einbahnstraße lediglich bis zum Abzweig in die Stunzengasse für den motorisierten Fahrzeugverkehr freigegeben. In der Straße haben sich nach 1990 zahlreiche Boutiquen und Geschäfte des gehobenen Preissegments angesiedelt. Es gab hier schon lange vor dem Ersten Weltkrieg Handelswaren, zum Beispiel Kolonialwaren oder Einrichtungsgegenstände.
Über beziehungsweise durch die Lange Brücke fuhr 40 Jahre lang die elektrische Straßenbahn der grünen Strecke Schützenhaus – Nordhäuser Straße. Der Abschnitt zwischen Hirschgarten und Domplatz über die Lange Brücke und die Kettenstraße wurde 1899 eröffnet. Da die Straße besonders eng war und keinen zweigleisigen Ausbau erlaubte, wurde der Streckenabschnitt 1939 stillgelegt und in den frühen 1950er-Jahren abgebaut. Die Bahnen verkehrten stattdessen auf der östlich verlaufenden Strecke über Domplatz – Anger – Hauptbahnhof – Kaffeetrichter.

## Walkstrombrücke
Vor ihrem Abbruch im Jahr 1908 war die Brücke über den von der Kartäusermühle kommenden Walkstrom eine zweifeldrige Natursteinbogenbrücke. Seitdem besteht der Überbau aus einer Rahmenbrücke deren Überbau mit einbetonierten  Stahlträgern ausgeführt wurde.

## Bergstrombrücke
Die nördlichere Brücke über den vom Stadtteil Brühl kommenden Bergstrom ist eine  Natursteinbogenbrücke aus dem Jahr 1830. Die 17,85 m lange Konstruktion  wurde mit Seeberger Sandsteinmauerwerk errichtet. Sie besteht aus zwei Kreisbögen mit lichten Weiten von 7,1 m sowie 8,2 m bei Radien von  7,07 m sowie 7,77 m und einem Gewölbestich von 1,14 m bzw. 1,18 m. Die Bogenbreite beträgt 7,55 m, Scheitel und Kämpfer sind 38 cm dick. Der Mittelpfeiler besitzt eine Breite von 52 cm.